# Bill Drayton
William Drayton, conegut amb el nom de Bill Drayton, (Nova York, Estats Units d'Amèrica 1943) és un emprenedor social nord-americà, vinculat al moviment pels drets civils. Va estudiar a la Universitat d'Oxford, i es va llicenciar en dret a la Universitat Yale l'any 1970, de la qual actualment és doctor honoris causa.
Vinculat al moviment pels drets civils des de ben jove, l'any 1981 va fundar l'associació Ashoka, una organització sense ànim de lucre en el camp de l'emprenedoria social, convertint-se en l'associació més important del món d'aquestes característiques. El 2011 fou guardonat amb el Premi Príncep d'Astúries de Cooperació Internacional.